# Roger av Salerno
Roger av Salerno, även känd som Rogerius och Rogerius Frigardo, född 1140, död 1195, var en berömd läkare och kirurg av Salernoskolan. Roger av Salerno var verksam i Parma runt år 1170. Hans verk "Chirurgia" innehåller behandlingsföreskrifter för allehanda skador och påverkade kirurgin under flera hundra år efter hans levnad.